# NGC 5505
NGC 5505 este o emission-line galaxy⁠(d) situată în constelația Boarul. A fost descoperită în 6 iunie 1886 de către Lewis A. Swift. Se află la o distanță de 65,6 de megaparseci de Pământ.